# Paul Metzke
Paul Metzke (* 11. September 1945 in Detroit) ist ein US-amerikanischer Jazz- und Fusion-Gitarrist.

## Biographie
Metzke wurde in seiner Jugend vom Motown-Sound seiner Heimatstadt geprägt und begann mit zwölf Jahren Gitarre zu spielen. Mit dem Song „Malaguena“ gewann er schon bald einen Fernseh-Talentwettbewerb. Unter dem Eindruck der Musik von Wes Montgomery gründete er während seiner Highschoolzeit ein eigenes Jazztrio. Nach einem Kurs an der Berklee Music School of Music ging er nach New York, wo er im Village Gate mit Woody Shaw auftrat. Er studierte Musiktheorie, Komposition und Piano, u. a. bei Hall Overton, Roland Hanna, Richie Beirach und Hal Galper; daneben spielte er in der Band von Charlie Rouse, mit dem erste Aufnahmen entstanden (Two is One). 
Ab Mitte der 1970er Jahre wurde Metzke dann bekannt durch seine Mitwirkung an Alben von Gato Barbieri (Viva Emiliano Zapata, Impulse!, 1974), Paul Motian (Psalm, ECM, 1974), dem Gil Evans Orchestra (There Comes a Time, 1975), Joe Chambers (New World, 1976) und Al Foster (Mixed Roots, 1978). Im Laufe seiner Karriere arbeitete er außerdem mit Jim Hall; Lionel Hampton, Earl Klugh, Mike Mainieri, Dave Matthews, und Grover Washington Jr. Im Jahr 2000 spielte er an der Seite von Randy Brecker, Lew Soloff, Ron Carter und Harold Danko bei einem von Teo Macero geleiteten Tributalbum für Miles Davis (Impressions). Gegenwärtig tritt er mit einem eigenen Trio im Raum New York auf.

## Diskographische Hinweise
- Flamenco Fusion (solo)
- Feeling Mighty Nice mit Terry Silverlight